# Jaime Paz Zamora
Jaime Paz Zamora (ur. 15 kwietnia 1939, Cochabamba) – 73. prezydent Boliwii sprawujący tę funkcję od 6 sierpnia 1989 do 6 sierpnia 1993 roku.
Siostrzeniec prezydenta Victora Paza Estenssoro (swojego poprzednika), w 1971 był współzałożycielem Ruchu Rewolucyjnej Lewicy (MIR). W trakcie rządów wojskowych (1971–1982) przebywał w więzieniu lub na kilkuletnim wygnaniu. W 1980 doznał ciężkiego poparzenia w katastrofie lotniczej, prawdopodobnie wynikłego z inspiracji prawicowych oficerów wojskowych. Od 10 października 1982 do 14 grudnia 1984 sprawował urząd wiceprezydenta po dojściu do władzy lewicowego sojuszu Demokratycznej Jedności Ludu.